# دیور-موشون-شوپرون
دْیور-موشون-شوپرون (به مجاری:  Győr-Moson-Sopron megye) یکی از استان‌های مجارستان است که ۴٬۲۰۸٫۰۵ کیلومترمربع مساحت و ۴۴۷٬۹۸۵ نفر جمعیت دارد.

## نگارخانه

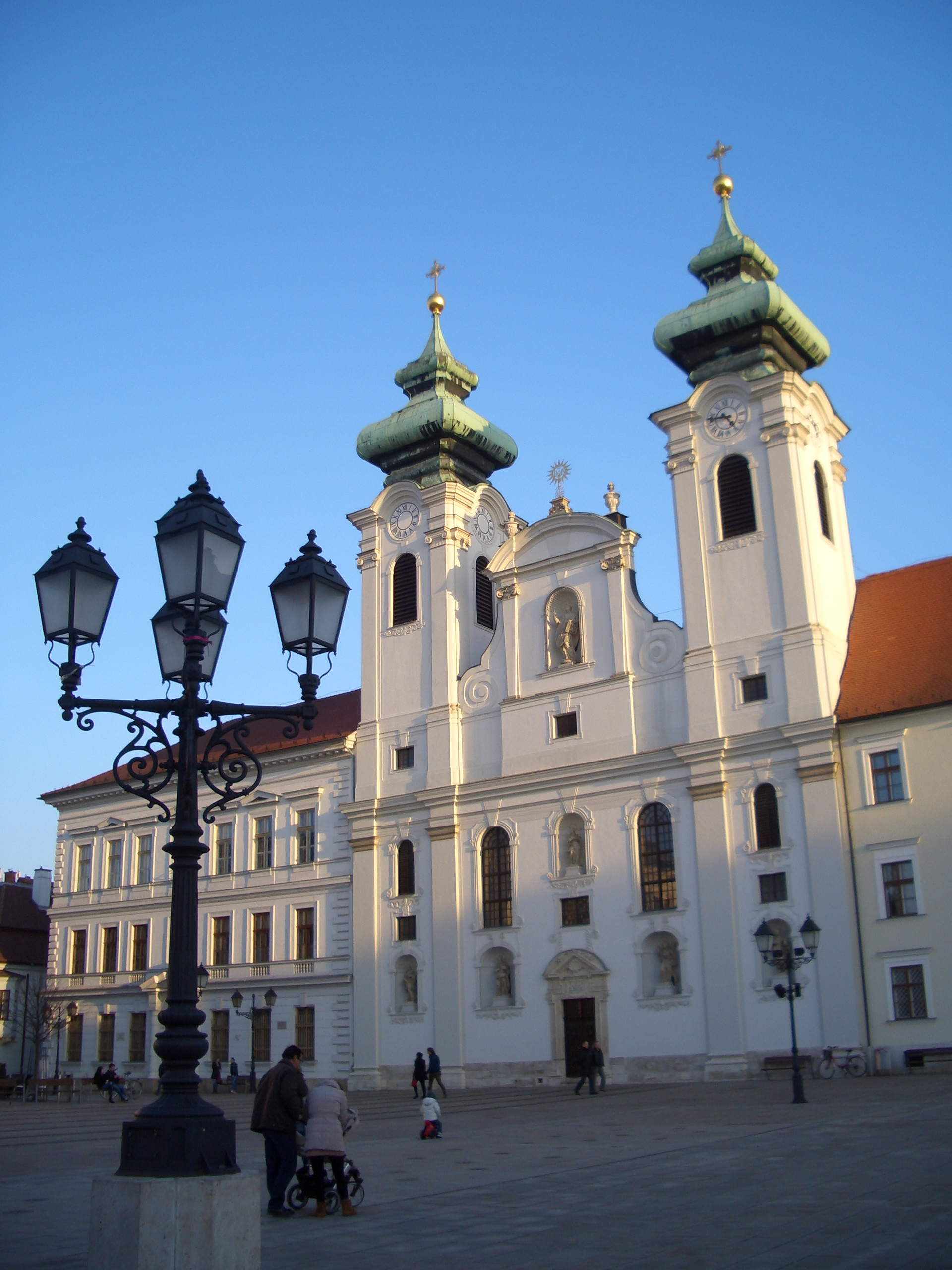
دْیْور
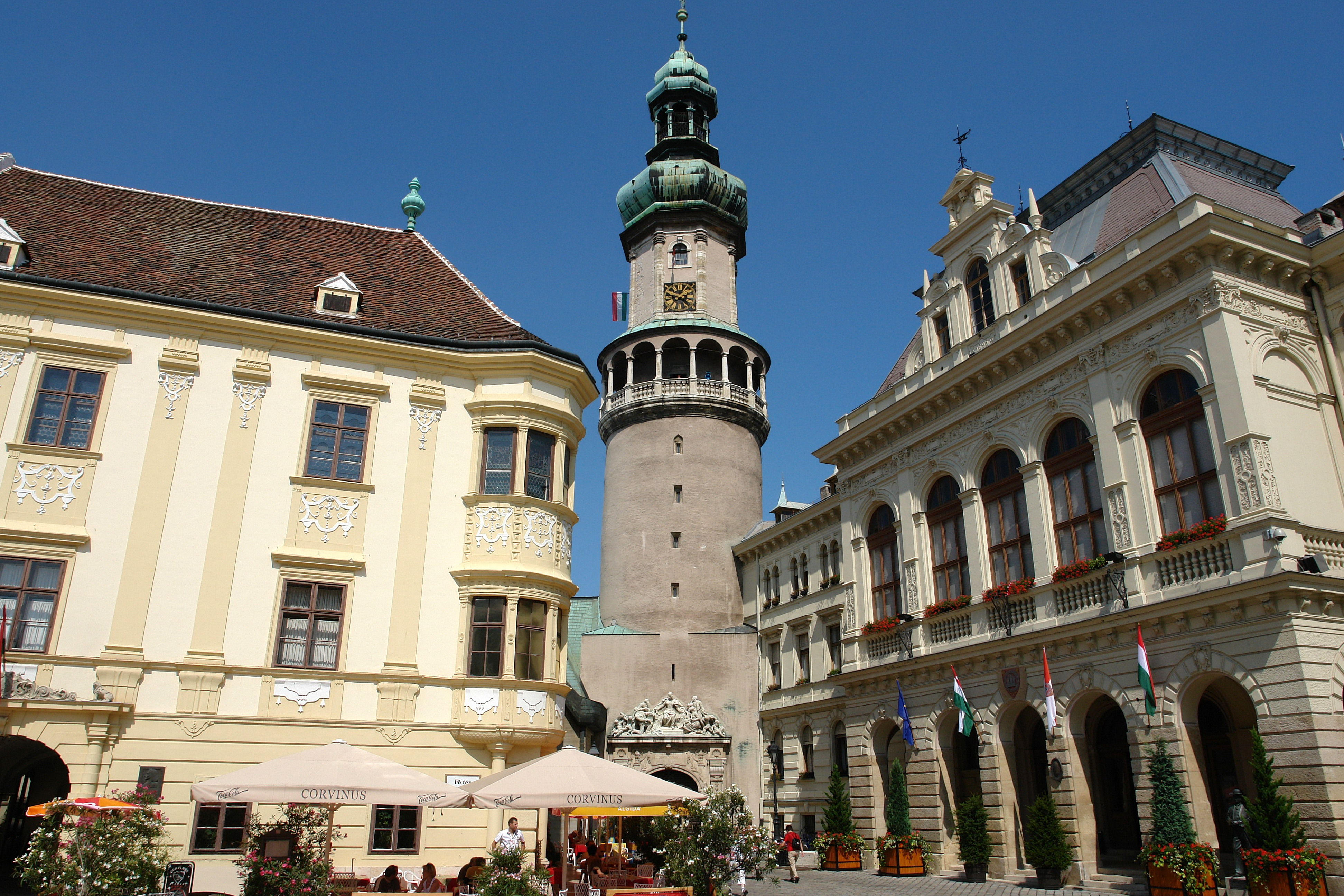
شوپرون
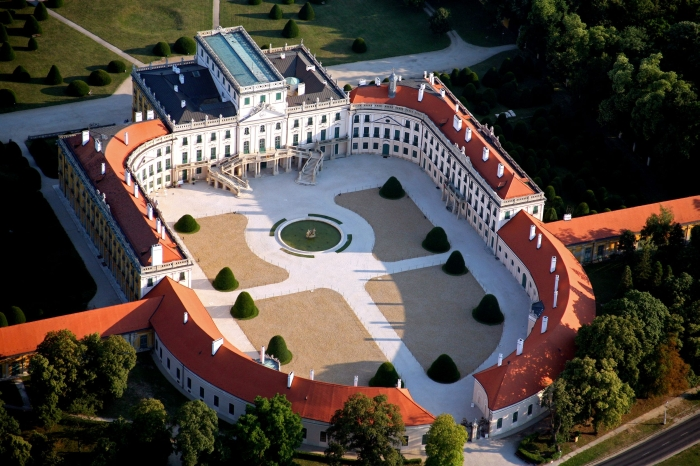
کاخ استرهازا (ورسای مجارستان)، فرتود
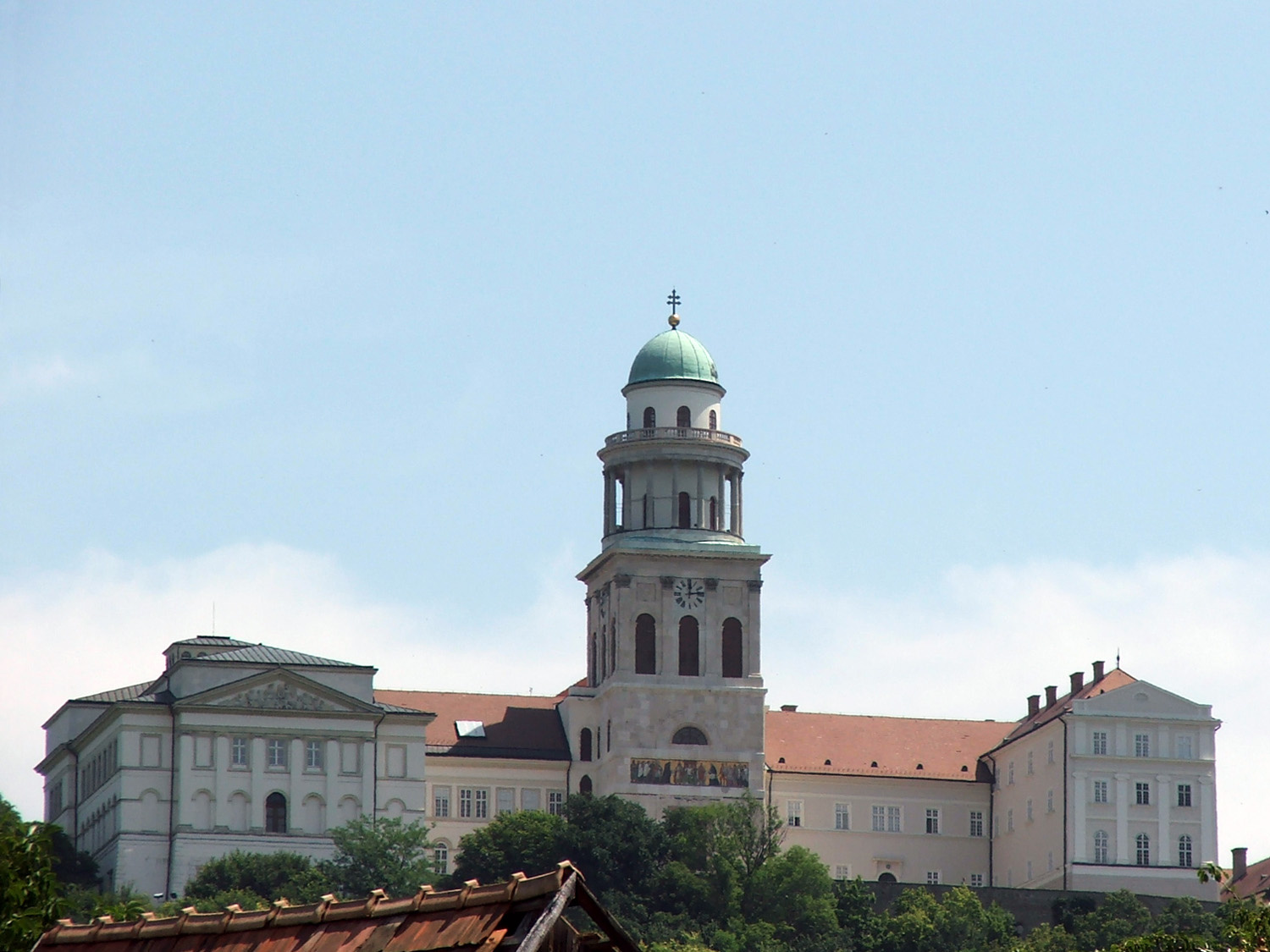
صومعهٔ پانون‌هالما
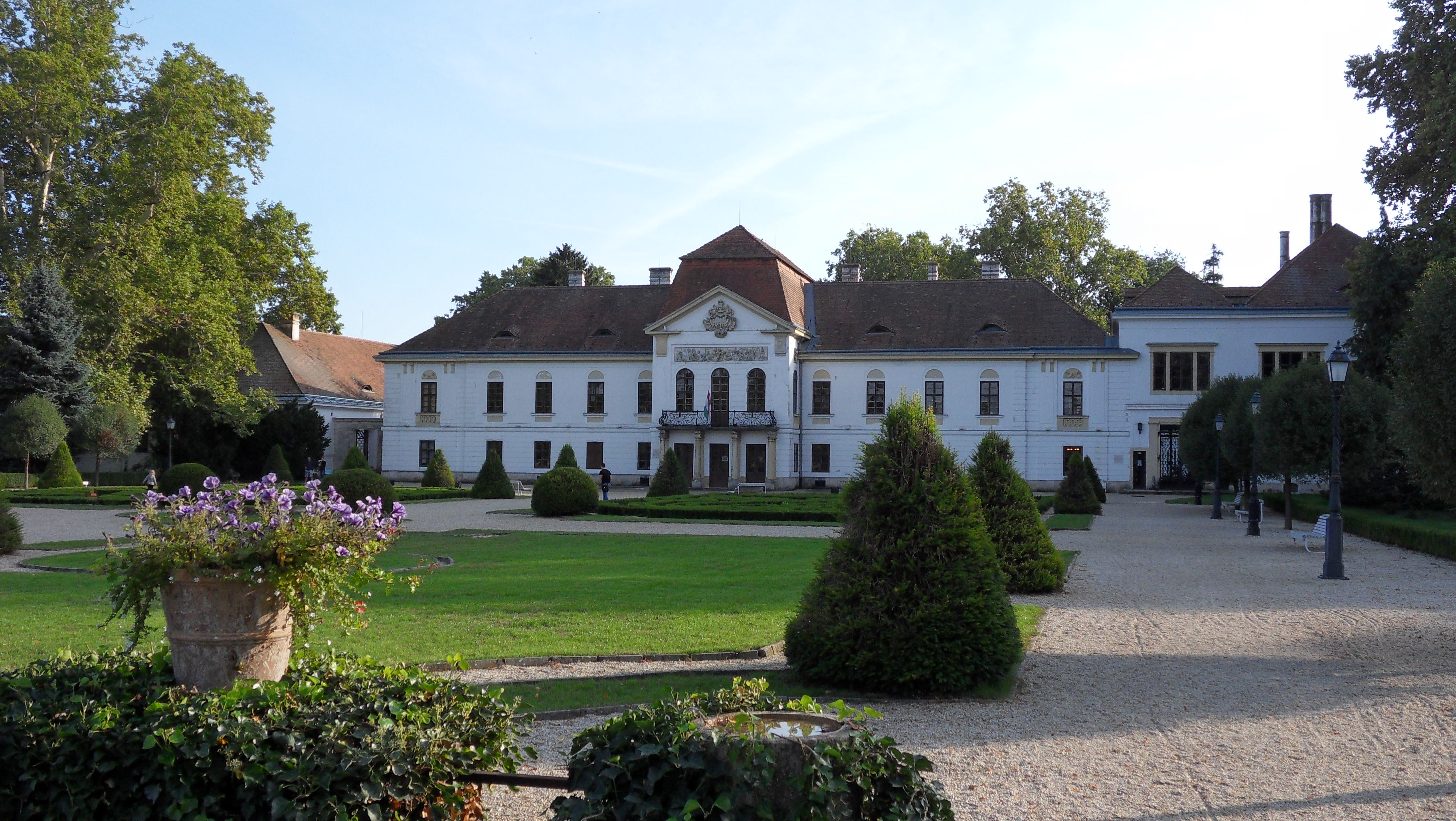
عمارت سچنیی در نادی‌تسنک
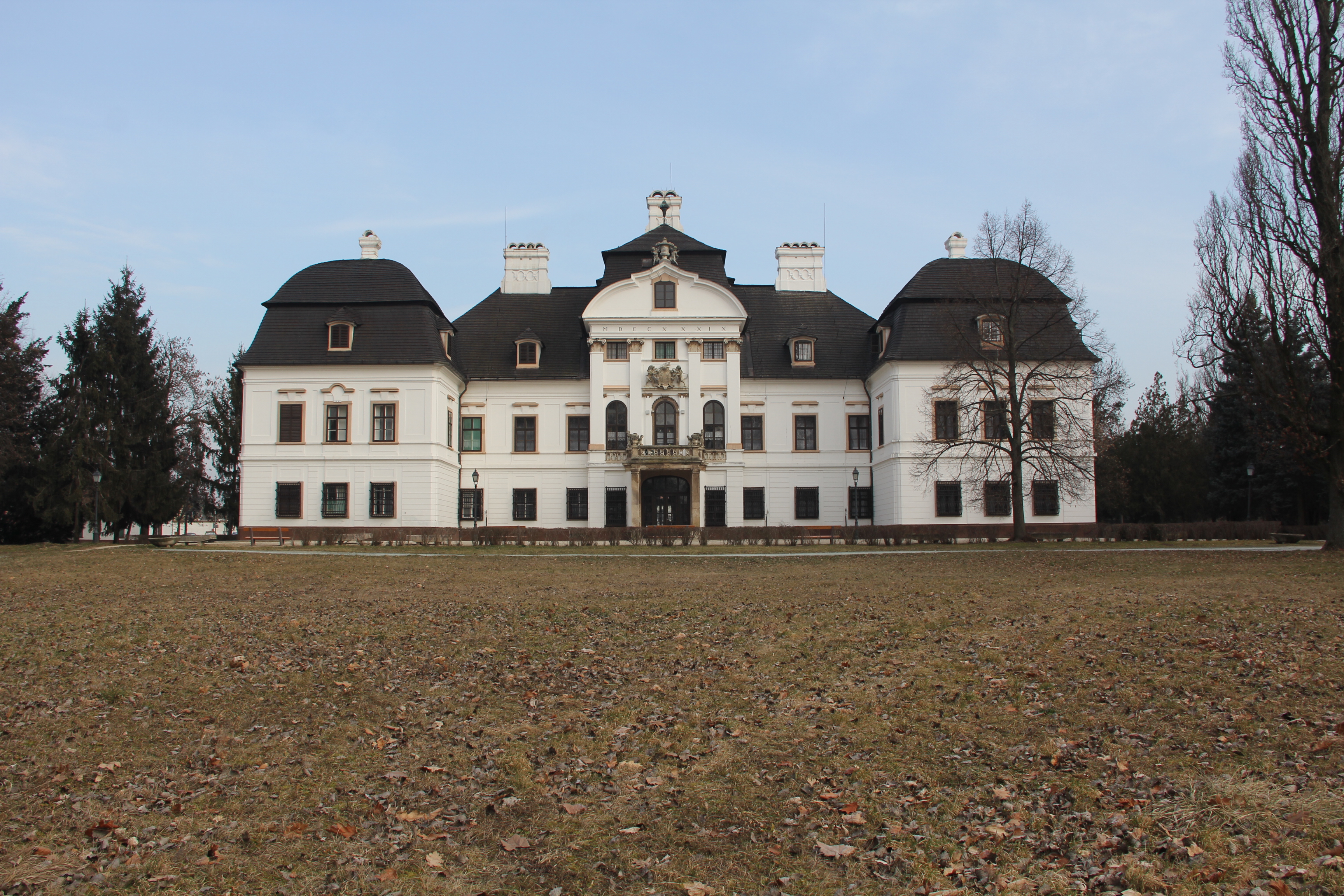
ژیرا
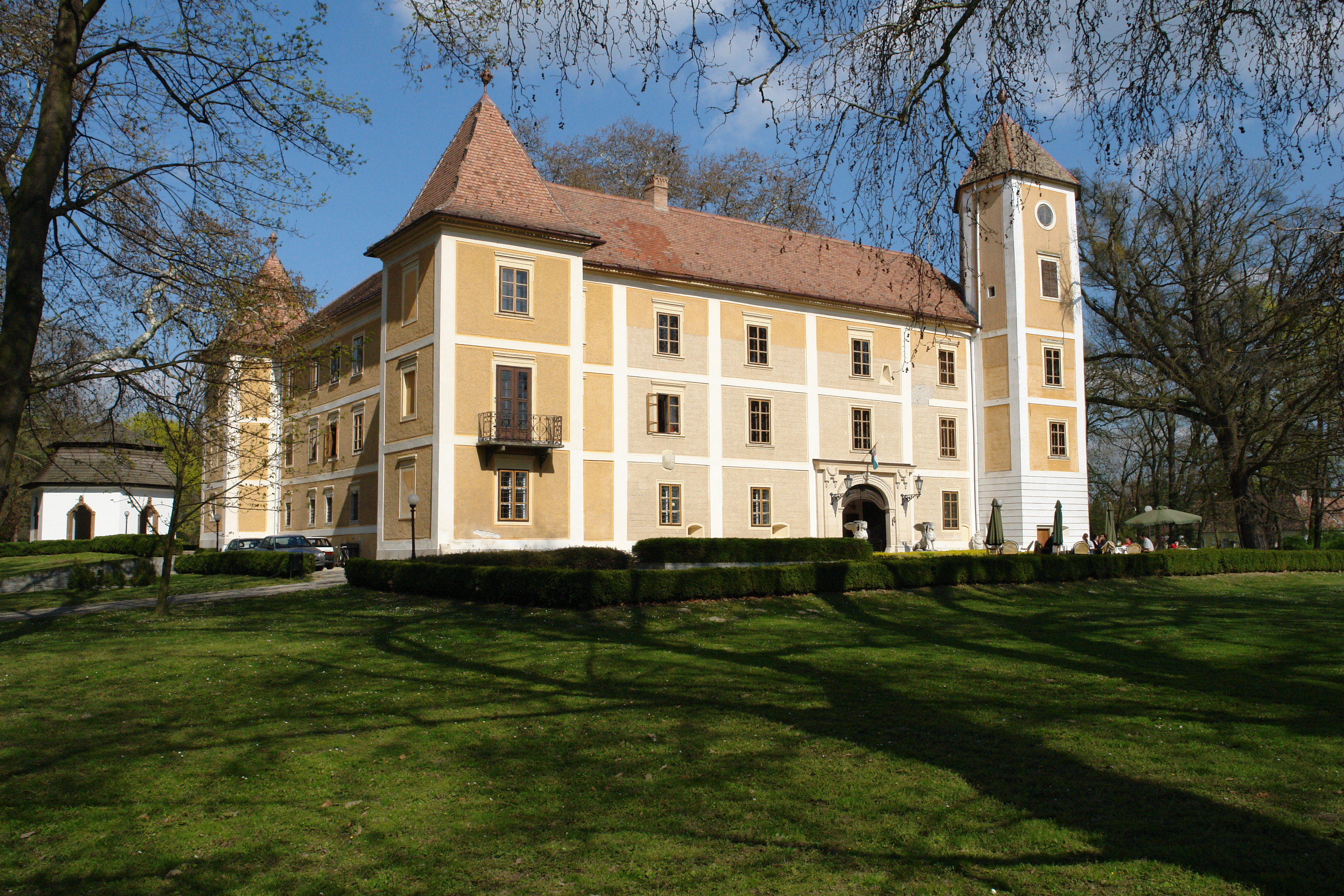
هدروار